# Hello Games
Hello Games é uma desenvolvedora e editora de jogos eletrônicos baseada em Guildford, Reino Unido. A marca é conhecida pela série Joe Danger aclamado pela crítica.

## História
A Hello Games foi fundada em julho de 2009 por ex-funcionários de outras empresas de jogos eletrônicos, como a Criterion Games, Electronic Arts e Kuju Entertainment. Ganharam dois prêmios Develop em 2010: Melhor Novo Estúdio e Melhor Micro Estúdio. Em agosto de 2010, foram listados pelo The Guardian em sua Tech Media Invest list, uma lista das 100 empresas mais inovadoras e criativas dos últimos 12 meses. No evento de imprensa de Gamescom de 2011, eles anunciaram seu segundo jogo eletrônico, Joe Danger 2: The Movie. A Hello Games anunciou um novo jogo eletrônico de ficção científica No Man's Sky no VGX em 2013.
Na véspera do Natal, em 2013 as instalações do estúdio foram inundadas depois de um rio próximo rompeu sua margem. Eles comunicaram através do Twitter que "Tudo o que havia no estúdio ficou inutilizável".

## Jogos desenvolvidos
- Joe Danger (2010)
- Joe Danger 2: The Movie (2012)
- Joe Danger Touch (2013)
- Joe Danger Infinity (2014)
- No Man's Sky (2016)
- The Last Campfire (2020)